# Cattedrali in Ucraina
Questa è una lista delle cattedrali dell'Ucraina.

## Cattedrali ortodosse

### Chiesa ortodossa dell'Ucraina
| Cattedrale                                              | Località             | Arcidiocesi o Diocesi          | Immagine |
| ------------------------------------------------------- | -------------------- | ------------------------------ | -------- |
| Cattedrale di San Vladimiro                             | Kiev                 | Eparchia di Kiev               |          |
| Cattedrale di San Michele                               | Kiev                 | Eparchia di Kiev               |          |
| Cattedrale di San Giorgio il Vittorioso                 | Kiev                 | Eparchia di Kiev               |          |
| Cattedrale della Santissima Trinità                     | Luc'k                | Eparchia di Volyn              |          |
| Cattedrale della Natività                               | Volodymyr-Volyns'kyj | Eparchia di Volyn              |          |
| Cattedrale di San Michele                               | Žytomyr              | Eparchia di Žytomyr            |          |
| Cattedrale della Resurrezione                           | Sumy                 | Eparchia di Sumy               |          |
| Cattedrale della Presentazione del Signore              | Cherson              | Eparchia di Cherson            |          |
| Cattedrale di Sant'Ignazio di Loyola e Stanislao Kostka | Kremenec'            | Eparchia di Ternopil-Kremenec' |          |
| Cattedrale dell'Assunta                                 | Poltava              | Eparchia di Poltava            |          |
| Cattedrale di San Basilio                               | Rivne                | Eparchia di Rivne              |          |
| Cattedrale della Beata Vergine Maria                    | Borščiv              | Eparchia di Ternopil-Buchach   |          |
| Cattedrale della Trinità                                | Pidvoločys'k         | Eparchia di Ternopil'-Bučač    |          |
| Cattedrale della Protezione                             | Leopoli              | Eparchia di Leopoli-Sokal'     |          |
| Cattedrale dei Santi Pietro e Paolo                     | Dnipro               | Eparchia di Dnipro             |          |
| Cattedrale della Santa Trasfigurazione                  | Donec'k              | Eparchia di Donec'k            |          |
| Cattedrale Uspenskij                                    | Drohobyč             | Eparchia di Drohobyč-Sambirska |          |
| Cattedrale dei Dodici Apostoli                          | Užhorod              | Eparchia della Transcarpazia   |          |
| Cattedrale della Trinità                                | Zaporižžja           | Eparchia di Zaporižžja         |          |
| Cattedrale della Trinità                                | Ivano-Frankivs'k     | Eparchia di Ivano-Frankivs'k   |          |
| Cattedrale di Sant'Andrea Apostolo                      | Kropyvnyc'kyj        | Eparchia di Kirovohrad         |          |
| Cattedrale della Natività                               | Kicman'              | Eparchia di Kicman'            |          |
| Cattedrale della Trasfigurazione                        | Kolomyja             | Eparchia di Kolomyja           |          |
| Cattedrale dei Santi Vladimiro e Olga                   | Sinferopoli          | Eparchia di Crimea             |          |
| Cattedrale della Trinità                                | Luhans'k             | Eparchia di Luhans'k           |          |
| Cattedrale di Nostra Signora di Kasperovskaja           | Mykolaïv             | Eparchia di Mykolaïv           |          |
| Cattedrale della Natività                               | Odessa               | Eparchia di Odessa             |          |
| Cattedrale della Resurrezione                           | Perejaslav           | Eparchia di Perejaslav         |          |
| Cattedrale della Beata Vergine Maria                    | Charkiv              | Eparchia di Charkiv            |          |
| Cattedrale di Sant'Andrea                               | Chmel'nyc'kyj        | Eparchia di Chmel'nyc'kyj      |          |
| Cattedrale della Trinità                                | Čerkasy              | Eparchia di Čerkasy            |          |
| Cattedrale di Santa Parasceve di Serbia                 | Černivci             | Eparchia di Černivci           |          |
| Cattedrale di Santa Caterina                            | Černihiv             | Eparchia di Černihiv           |          |

### Patriarcato di Costantinopoli
| Cattedrale                | Diocesi                               | Città | Immagine |
| ------------------------- | ------------------------------------- | ----- | -------- |
| Cattedrale di Sant'Andrea | Eparchia ortodossa autocefala di Kiev | Kiev  |          |
| Cattedrale di Santa Sofia | Eparchia ortodossa autocefala di Kiev | Kiev  |          |

### Vera Chiesa ortodossa russa
| Cattedrale                              | Diocesi                                          | Città  | Immagine |
| --------------------------------------- | ------------------------------------------------ | ------ | -------- |
| Cattedrale di San Giovanni di Kronstadt | Eparchia di Odessa (vera Chiesa ortodossa russa) | Odessa |          |

### Chiesa ortodossa - Vecchi credenti
| Cattedrale                              | Diocesi         | Città         | Immagine |
| --------------------------------------- | --------------- | ------------- | -------- |
| Cattedrale di San Giovanni di Kronstadt | Vecchi credenti | Bila Krynycja |          |

## Cattedrali cattoliche

### Chiesa greco-cattolica ucraina
| Cattedrale                                                      | Località         | Arcidiocesi o Diocesi                 | Immagine |
| --------------------------------------------------------------- | ---------------- | ------------------------------------- | -------- |
| Cattedrale Patriarcale della Resurrezione                       | Kiev             | Arcieparchia di Kiev                  |          |
| Cattedrale della Santa Resurrezione                             | Ivano-Frankivs'k | Arcieparchia di Ivano-Frankivs'k      |          |
| Cattedrale di San Giorgio Martire                               | Leopoli          | Arcieparchia di Leopoli degli Ucraini |          |
| Cattedrale dell'Immacolata Concezione della Beata Vergine Maria | Ternopil'        | Arcieparchia di Ternopil'-Zboriv      |          |
| Cattedrale dei Santi Apostoli Pietro e Paolo                    | Čortkiv          | Eparchia di Bučač                     |          |
| Cattedrale dell'Assunzione della Beata Vergine Maria            | Černivci         | Eparchia di Černivci                  |          |
| Cattedrale di San Nicola                                        | Charkiv          | Esarcato arcivescovile di Charkiv     |          |
| Cattedrale della Protezione della Santissima Madre di Dio       | Donec'k          | Esarcato arcivescovile di Donec'k     |          |
| Cattedrale della Santissima Trinità                             | Drohobyč         | Eparchia di Sambir-Drohobyč           |          |
| Cattedrale della Trasfigurazione di Cristo                      | Kolomyja         | Eparchia di Kolomyja                  |          |
| Cattedrale della Natività della Beata Vergine Maria             | Luc'k            | Esarcato arcivescovile di Luc'k       |          |
| Cattedrale di Sant'Andrea                                       | Odessa           | Esarcato arcivescovile di Odessa      |          |
| Cattedrale dei Santi Apostoli Pietro e Paolo                    | Sokal'           | Eparchia di Sokal'-Žovkva             |          |
| Cattedrale dell'Assunta                                         | Stryj            | Eparchia di Stryj                     |          |

### Chiesa cattolica di rito latino
| Cattedrale                                  | Località               | Arcidiocesi o Diocesi             | Immagine |
| ------------------------------------------- | ---------------------- | --------------------------------- | -------- |
| Cattedrale dell'Assunzione                  | Leopoli                | Arcidiocesi di Leopoli            |          |
| Cattedrale dei Santi Pietro e Paolo         | Kam"janec'-Podil's'kyj | Diocesi di Kam"janec'-Podil's'kyj |          |
| Cattedrale dell'Assunzione di Maria         | Charkiv                | Diocesi di Charkiv-Zaporižžja     |          |
| Pro-cattedrale di Dio Padre di Misericordia | Zaporižžja             | Diocesi di Charkiv-Zaporižžja     |          |
| Cattedrale di Santa Sofia                   | Žytomyr                | Diocesi di Kiev-Žytomyr           |          |
| Concattedrale di Sant'Alessandro            | Kiev                   | Diocesi di Kiev-Žytomyr           |          |
| Cattedrale dei Santi Pietro e Paolo         | Luc'k                  | Diocesi di Luc'k                  |          |
| Cattedrale di San Martino di Tours          | Mukačevo               | Diocesi di Mukačevo               |          |
| Cattedrale dell'Assunzione di Maria Vergine | Odessa                 | Diocesi di Odessa-Sinferopoli     |          |

### Chiesa greco-cattolica rutena
| Cattedrale                              | Diocesi              | Città   | Immagine |
| --------------------------------------- | -------------------- | ------- | -------- |
| Cattedrale dell'Esaltazione della Croce | Eparchia di Mukačevo | Užhorod |          |

### Chiesa armeno-cattolica
| Cattedrale              | Diocesi                              | Città   | Immagine |
| ----------------------- | ------------------------------------ | ------- | -------- |
| Cattedrale dell'Assunta | Arcieparchia di Leopoli degli Armeni | Leopoli |          |

## Cattedrale luterana
| Cattedrale              | Diocesi | Città | Immagine |
| ----------------------- | ------- | ----- | -------- |
| Cattedrale di San Paolo |         | Kiev  |          |